# Dalbergia wattii
Dalbergia wattii är en ärtväxtart som beskrevs av Charles Baron Clarke. Dalbergia wattii ingår i släktet Dalbergia, och familjen ärtväxter. Inga underarter finns listade i Catalogue of Life.